# Louise de Broglie

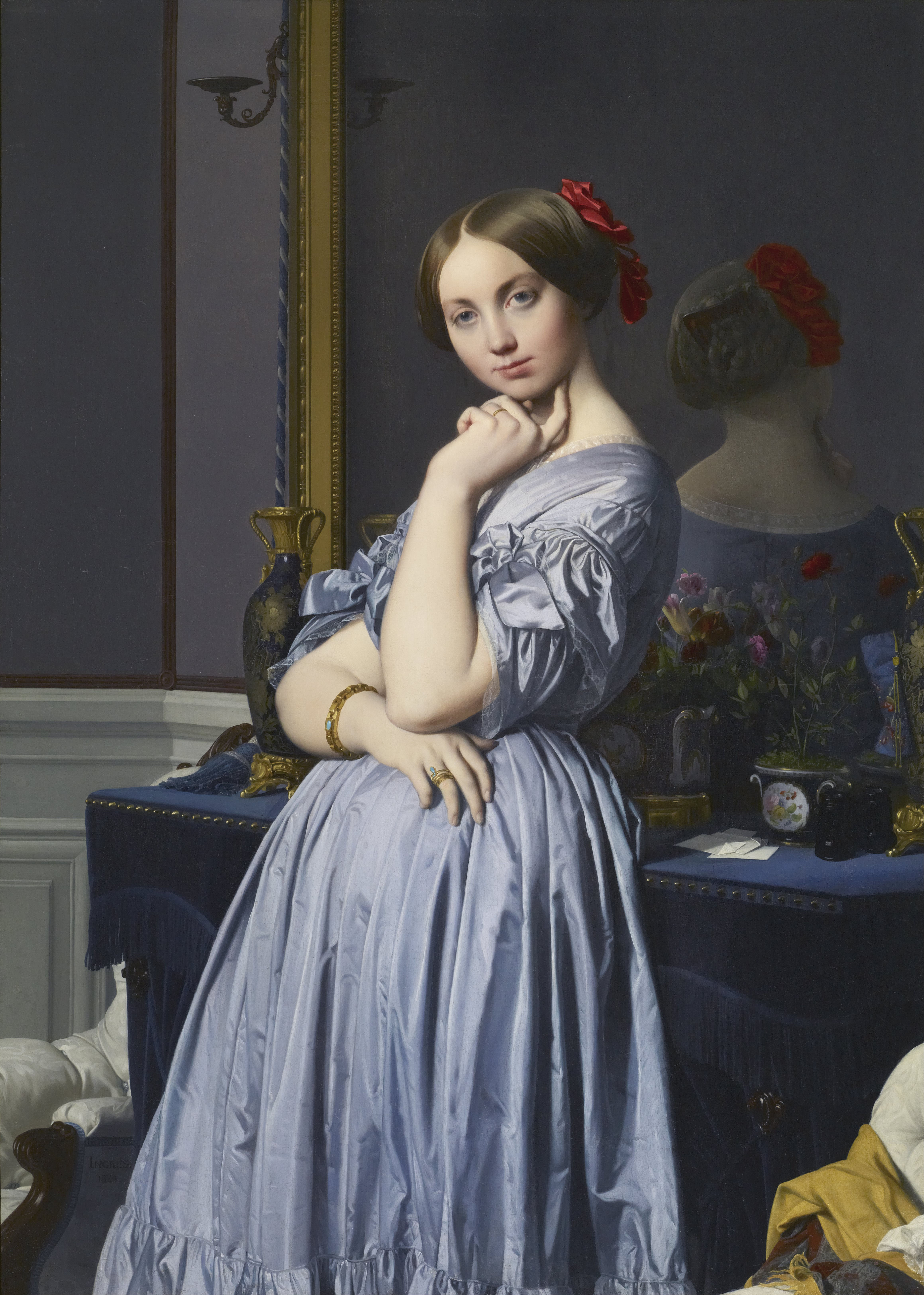
Louise de Broglie, Countess d'Haussonville, Öl auf Leinwand, Jean-Auguste-Dominique Ingres, 1845

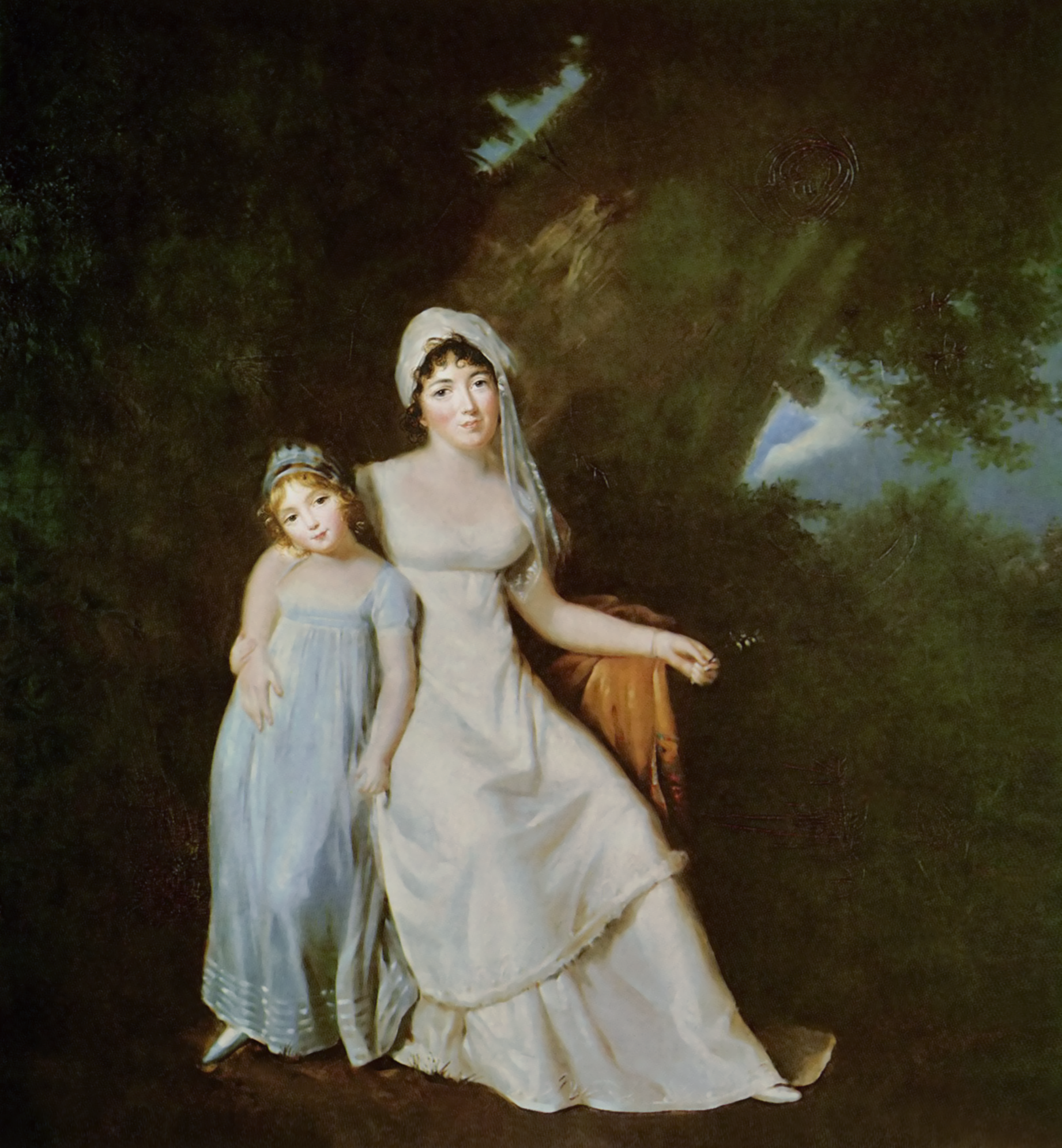
Louise de Broglies Mutter und Großmutter, Öl auf Leinwand, Marguerite Gérard, ca. 1805 (13 Jahre vor ihrer Geburt)

Louise-Albertine de Broglie, auch Louise de Cléron, Comtesse d'Haussonville (* 25. Mai 1818 in Coppet, Schweiz; † 21. April 1882 in Paris) war eine französische Autorin und Biografin mehrerer Werke zu bekannten Personen und gehörte dem Haus Broglie an, einer angesehenen französischen Familie. Sie war die Enkelin der Schriftstellerin Germaine de Staël und galt als unabhängig, liberal und freimütig, sowohl nach den Maßstäben der damaligen Zeit als auch in Anbetracht ihrer gehobenen gesellschaftlichen Stellung. Ihr Porträt von Jean-Auguste-Dominique Ingres aus dem Jahr 1845, dessen Fertigstellung drei Jahre dauerte, wird seit den 1930er Jahren in der Frick Collection in New York City ausgestellt.

## Leben
Sie wurde von Geburt an als Louise Albertine, Prinzessin de Broglie, betitelt (wie es in der aristokratischen Familie ihres Vaters üblich war) und war die Tochter des Staatsmannes und Diplomaten Victor de Broglie, 3. Herzog de Broglie, und Albertine, Baronin Staël von Holstein. Sie war das älteste von drei Kindern, die das Erwachsenenalter erreichten; ihr Bruder Albert erbte den Titel des Herzogs de Broglie und erlangte politischen und literarischen Ruhm, während ihr jüngster Bruder Auguste, der spätere Abbé de Broglie, eine kirchliche Laufbahn einschlug. Über ihre Mutter war Louise die Enkelin der berühmten Salonistin und Schriftstellerin Germaine de Staël, besser bekannt als Madame de Staël. Obwohl de Staël ein Jahr vor ihrer Geburt starb, wurde Louise im Château de Coppet ihrer Großmutter in der Schweiz geboren, einer Residenz, die durch de Staëls Schriften bekannt wurde. De Broglie erbte 1878 das Anwesen von Coppet und wurde dort begraben. Das Anwesen, das seit 1924/1925 für die Öffentlichkeit zugänglich ist, befindet sich noch immer im Besitz der Nachkommen der Gräfin d'Haussonville.
Louise schrieb eine unveröffentlichte Autobiografie, in der sie von ihrer hochkultivierten Ausbildung und Erziehung aber auch mit Selbstbewusstsein von ihrer Attraktivität berichtet. Von klein auf begeisterte sie sich demnach für Literatur und Musik, insbesondere für die Oper; Ingres hat später Operngläser auf ihrem Porträt abgebildet. Sie war ausgesprochen intellektuell und soll jedes neue Buch gelesen haben. Im Alter von 11 Jahren besuchte sie die Premiere von Victor Hugos Theaterstück Hernani, das für die dadurch ausgelösten Demonstrationen berühmt war; als junge Pianistin lernte sie Frédéric Chopin persönlich kennen. Sie will auch als begabte Aquarellistin gegolten haben, die dramatische und überzeugende Szenen zu malen vermochte. Sie berichtet aber auch über Kritik und erinnerte sich daran, dass ihre Mutter sie in ihrer Kindheit mit „einer hübschen Vase ohne Henkel“ verglich; ein anderer Kritiker sagte ihr angeblich im Kindesalter, dass ihr Charakter „nicht genug Nahrung in sich habe, um einen Hund zu ernähren“, und verglich sie mit „einer Feldmaus, einem Topas, einem Reh, einer blauen Fee und einem Funken“. Derselben Person zufolge hätte ihr Wappen ein „entlaufendes Pferd“ sein sollen.
Im Oktober 1836, im Alter von 18 Jahren, heiratete sie den zukünftigen Abgeordneten der französischen Nationalversammlung und Historiker Joseph d’Haussonville (1809–1884). „Ich war dazu bestimmt, zu betören, anzuziehen, zu verführen und in letzter Konsequenz all denen Leid zuzufügen, die ihr Glück in mir suchten […] Ich wollte jung heiraten und eine glänzende Stellung in der Gesellschaft einnehmen. Und das war im Grunde der einzige Grund, warum ich ihn heiraten wollte“, schrieb Louise. Nach ihrer Heirat wurde sie Louise de Cléron, Vicomtesse d'Haussonville; nach dem Tod ihres Schwiegervaters im Jahr 1846 wurde sie zur Comtesse d'Haussonville. Unabhängig von ihren anfänglichen Gefühlen scheint sich die Ehe zu einer glücklichen Verbindung entwickelt zu haben; das Paar wohnte im Hôtel de Broglie-Haussonville in Paris, einer Residenz, die der angesagte Architekt und Innenarchitekt Hippolyte Destailleur für sie renovierte. Sie hatten drei Kinder: Victor-Bernard (1837–1838), der im Säuglingsalter starb, Mathilde (1839–1898), die nie heiratete, und Gabriel Paul Othenin Bernard, bekannt als Paul-Gabriel d’Haussonville (1843–1924), ein berühmter Politiker und Essayist, von dem zahlreiche Nachkommen abstammen.
Louise de Broglie ist in der Geschichte einzigartig, da sie Tochter, Schwester, Ehefrau und Mutter von vier Mitgliedern der Académie française ist: Ihr Vater Victor, ihr Bruder Albert, ihr Ehemann Joseph und ihr Sohn Paul-Gabriel. Louise de Broglie war zudem die Großtante von Louis de Broglie, der 1929 den Nobelpreis für Physik für seine grundlegenden Arbeiten zur Quantentheorie erhalten sollte. Sie war auch die Urgroßmutter der Philologin Béatrix d'Andlau (1893–1989) und ihres Bruders Jean Le Marois (1895–1978), Dichter und Dramatiker.
Louise de Broglie veröffentlichte fünf biographische Werke. Die Bücher haben essayistischen Charakter und sind „voller schöner Beschreibungen und interessanter Abschweifungen, provokanter Beobachtungen und Urteile“, wies Eric Gans vom UCLA-Department für französische Literatur es beschreibt. 1858 veröffentlichte sie einen ausführlichen biografischen Essay über den irischen Nationalisten Robert Emmet, 1861 eine Biografie über Maria Adelaide von Savoyen (Souvenirs d'une demoiselle d'honneur de Mme la duchesse de Bourgogne), und 1870 eine Biografie über Margarete von Valois (Marguerite de Valois, reine de Navarre). In den Jahren 1872 und 1874 schließlich veröffentlichte sie eine zweibändige Biografie über George Gordon Byron (La Jeunesse de Lord Byron und Les Dernières Années de Lord Byron: Les rives du Lac de Genève, l'Italie, la Grece), die sich auf die Beobachtungen ihrer Großmutter Madame de Staël und deren Umgang mit dem englischen Dichter stützt. 1875 veröffentlicht sie eine Biografie und Kritik der Werke von Charles Augustin Sainte-Beuve (C.-A. Sainte-Beuve: sa vie et ses oeuvres).

## Porträt von Ingres

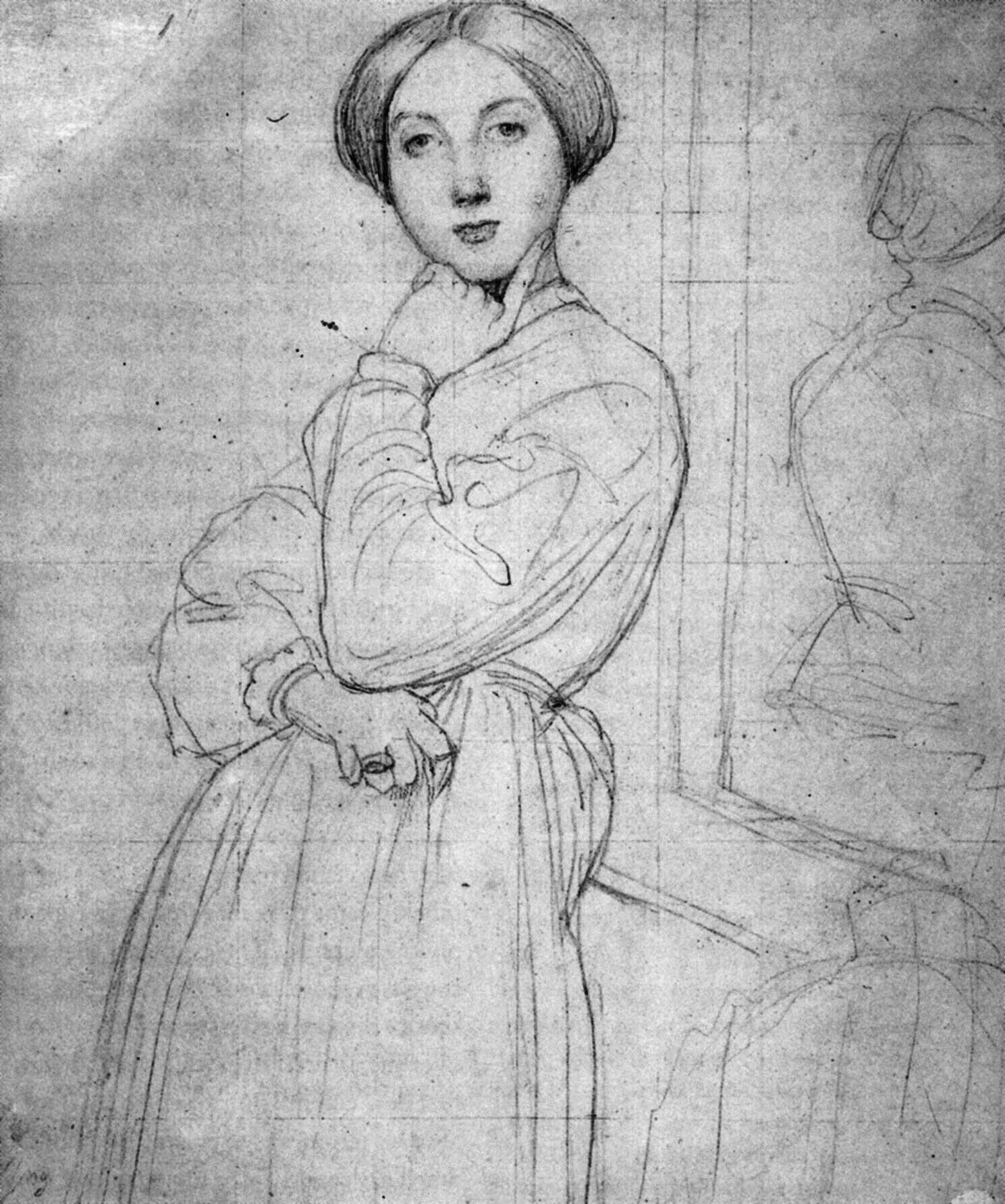
Vorstudie zum Porträt, Jean-Auguste-Dominique Ingres, ca. 1844

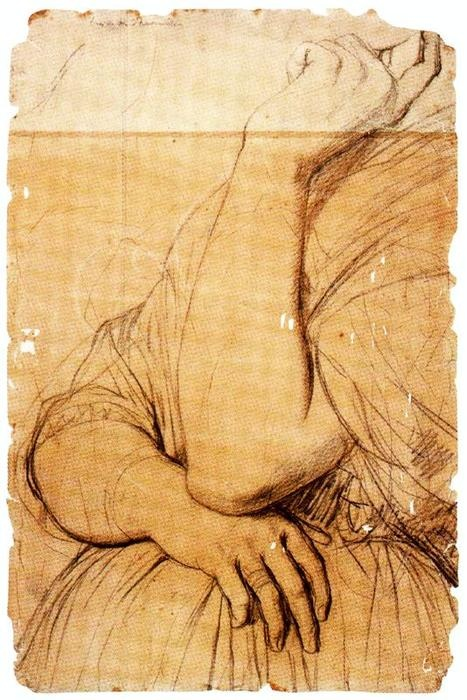
Vorstudie zum Porträt, Jean-Auguste-Dominique Ingres, ca. 1844

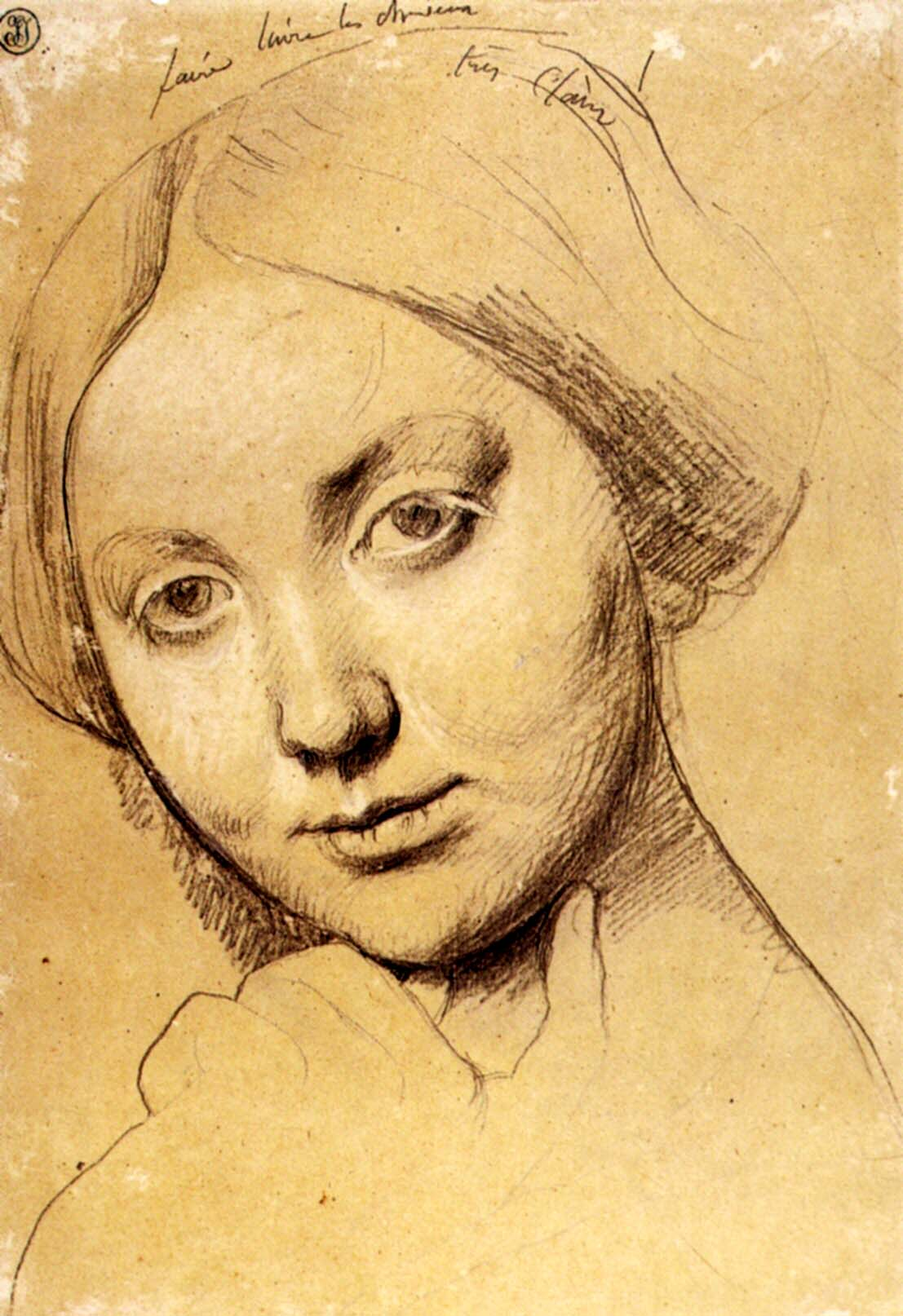
Vorstudie zum Porträt, Jean-Auguste-Dominique Ingres, ca. 1844

1838, zwei Jahre nach der Heirat, wollte der Vicomte d'Haussonville das Porträt seiner Frau von Franz Xaver Winterhalter malen lassen, der bei den europäischen Königshäusern sehr beliebt war, aber Winterhalter war nicht verfügbar. Louise de Broglie und ihr Mann lernten dann 1840 in Rom Jean-Auguste-Dominique Ingres kennen, als er die Académie de France à Rome leitete und in der Villa Medici wohnte. Sie wurden von seiner Eignung überzeugt, nachdem sie sein kurz zuvor vollendetes Werk La Maladie d'Antiochus (heute im Musée Condé) gesehen hatten.
Ingres, der zu der Zeit um die 60 Jahre alt war, äußerte, dass er eigentlich keine Porträts, sondern größere Unternehmungen machen wollte, als er nach Paris zurückkehrte. Es ist nicht bekannt, ob auch das Porträt von Louise de Broglie zu den Aufträgen gehörte, die Ingres zu vermeiden hoffte. Erste Skizzen deuten aber darauf hin, dass er die Aufgabe im Sommer 1842 in Angriff nahm. Sowohl für den Maler als auch für die Porträtierte war der Prozess eine Herausforderung. Louise hielt sich jeweils monatelang im Ausland auf, und ihre Sitzungen wurden durch Schwangerschaften unterbrochen. Es existieren mindestens 16 vorbereitende Skizzen sowie ein frühes Probeporträt in Öl, und mit Dutzenden von Draperiestudien dürften etwa 60 erhaltene Werke von Ingres in das fertige Werk eingeflossen sein. Ingres überarbeitete Louises Kostüm erheblich und verfeinerte ihren Gesichtsausdruck. Ingres verbrachte die ersten sechs Monate des Jahres 1845 intensiv mit der Arbeit an dem Porträt, das im Sommer desselben Jahres fertiggestellt wurde.
Der Kunsthistoriker und ehemalige Kurator der Frick Collection Edgar Munhall hat behauptet, dass das Porträt von der römischen Statue der Pudicitia („Bescheidenheit“ oder „sexuelle Tapferkeit“), die in der Vatikan-Sammlung ausgestellt ist, dIinspiriert wurde. In seinem Buch über Ingres bringt Robert Rosenblum die Pose der Louise de Broglie mit Polyhymnia in Verbindung, der Muse der heiligen Poesie, des Hymnus und der Beredsamkeit, wie sie insbesondere in der römischen Kopie eines griechischen Originals im Louvre dargestellt ist. Unabhängig von der konkreten Inspiration zeigt Ingres’ Porträt eine bescheidene und zugleich weltgewandte Frau, deren Blick auf den Betrachter gerichtet ist, der sie nach ihrer Rückkehr aus der Oper fast zu überraschen scheint, nachdem sie lässig ihr Abendgewand abgelegt hat.
Viele Kritiker haben auf die anatomische Unmöglichkeit von De Broglies Pose hingewiesen, da ihr rechter Arm von der linken Schulter auszugehen scheint. Es wäre auch unmöglich, Louises erhobene Hand in der Spiegelreflexion zu sehen, obwohl Ingres sie eingefügt hat. Obwohl viele Betrachter davon ausgehen, dass Louises Porträt die zeitgenössische Mode getreu wiedergibt, hat die neuere Forschung festgestellt, dass Louises Kleidung zu der Zeit, als Ingres sie malte, ausgesprochen unmodern war, als ob er damit betonen wollte, dass die Intelligenz und die relative Ungezwungenheit der Dargestellten ihr Verfolgen von modischen Trends übertrumpfte.
Das Gemälde blieb achtzig Jahre lang im Privatbesitz der Familie, obwohl es gelegentlich öffentlich ausgestellt wurde. Bei seiner ersten Ausstellung in Paris 1846 löste es „einen Sturm der Begeisterung bei ihrer Familie und ihren Freunden“ aus, schrieb Ingres an einen Freund, der daraufhin vertraulich mitteilte, dass ein prominenter Politiker an Louise de Broglie geschrieben hätte: „Monsieur Ingres muss in Sie verliebt sein, wenn er Sie so gemalt hat“. 1855, 1867, 1874 und 1910 wurde das Porträt ausgestellt, 1889 und 1910 wurde es gestochen und auch als Foto in Umlauf gebracht.
Nach dem Tod von Paul-Gabriel d'Haussonville im Jahr 1924 verkauften seine Nachkommen das Gemälde zur Begleichung der Erbschaftssteuer an den Kunsthändler Georges Wildenstein, von dem es 1927 für 125.000 Dollar von der Frick Collection erworben wurde. Seit der Eröffnung des Hauses von Henry Clay Frick als Museum im Jahr 1935 ist es fast ununterbrochen in New York City zu sehen. Im Gegensatz zu Werken, die Frick vor seinem Tod im Jahr 1919 direkt erworben hatte, kann das Gemälde ausgeliehen und anderswo ausgestellt werden. 2009 und 2010 war das Gemälde erstmals in Kalifornien zu sehen, wo es im Mittelpunkt einer Ausstellung des Norton Simon Museums stand. Anfang 2015 kehrte das Gemälde nach Europa zurück, wo es im Mauritshuis in Den Haag ausgestellt wurde.